# Claudespiegel

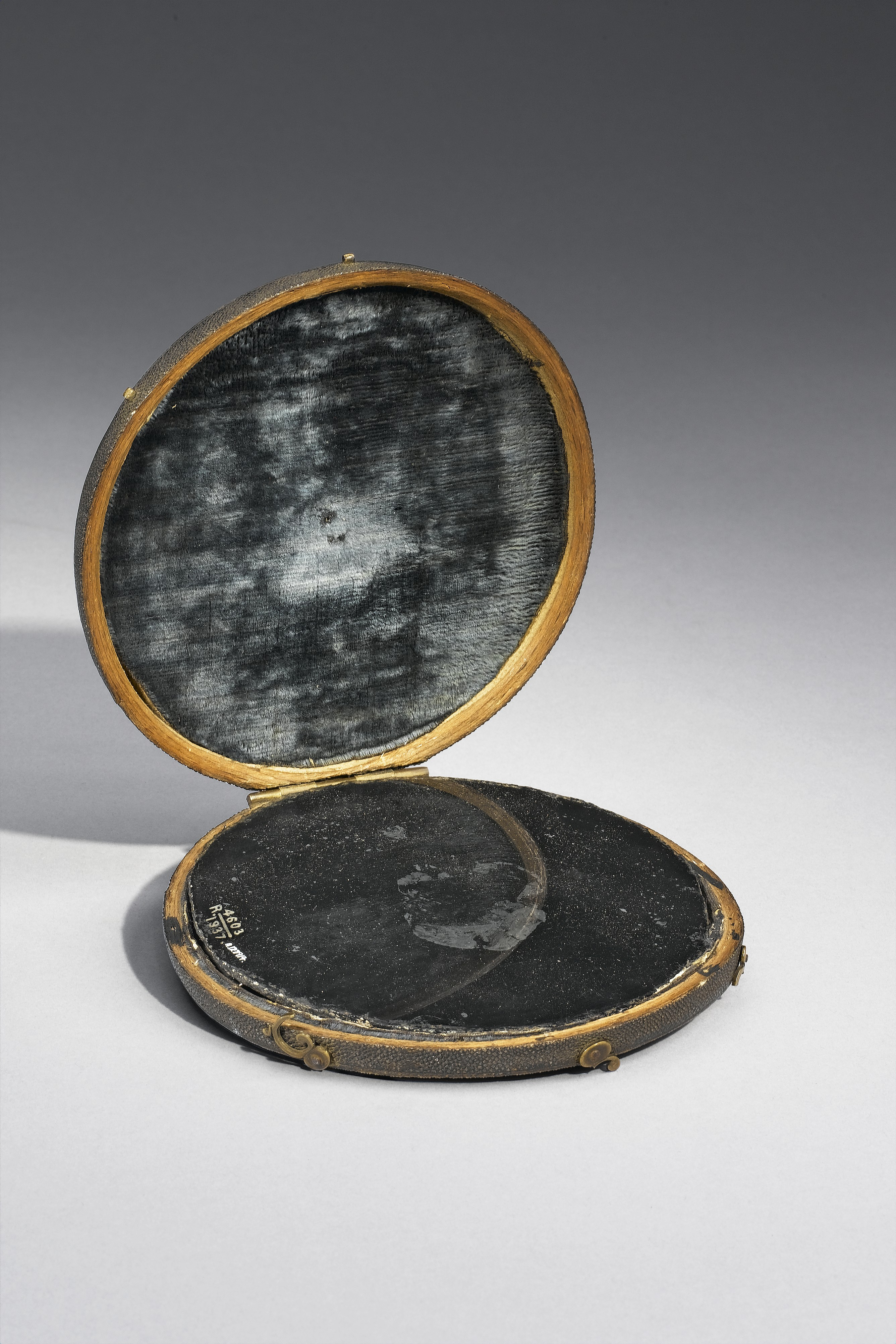
Claudespiegel

Een Claudespiegel, in het Frans miroir de Claude of miroir noir, ook wel claudeglas genoemd, is een voorwerp waarmee in de 18e eeuw kunstenaars werkten in de stijl van de Franse schilder Claude Lorrain (ca. 1600 - 1682). Het was een draagbare spiegel, enigszins gebold, met een zwarte ondergrond. Als je met de rug naar een te bewonderen landschap stond, zag je in de spiegel een breed panorama van grote lijnen, weinig details en geflatteerde kleuren. Schilders maar ook toeristen gebruikten de Claudespiegel om de natuur te bekijken zoals ze hem graag wilden zien.
Het gebruik van een Claudespiegel staat centraal in de roman In het Zwart van de spiegel (2018) van Peter Delpeut.

## Claudespiegel in de natuurkunde
Haloverschijnselen waarnemen met behulp van de Claudespiegel
De Claudespiegel is een ideaal middel om haloverschijnselen waar te nemen die zich overdag vertonen in een hemel die te helder is om er met het blote oog naar te kunnen kijken. Een cirrostratus-laag kan de gehele hemel overdag een wit voorkomen geven, waardoor het aan te raden is om ofwel met een zonnebril naar een gewone bolle spiegel te kijken, bijvoorbeeld een gloeilamp met een spiegelende kop, ofwel met het ongewapend oog naar een Claudespiegel. Bepaalde haloverschijnselen, zoals de kleine kring met radius 22° of de omhullende halo van de kleine kring, vallen direct op in de gespiegelde en iets verdonkerde hemel die te zien is in een Claudespiegel.
Haloverschijnselen
Haloverschijnselen kunnen zich ook onder de horizon vertonen, en wel op bepaalde oppervlakken zoals een laag versgevallen sneeuw. Op een sneeuwlaag liggen weleens hexagonale ijskristalletjes die dezelfde reflecties en brekingseffecten vertonen als de ijskristalletjes die zich in Cirrusbewolking bevinden, met het gevolg dat de helderste haloverschijnselen zoals de kleine kring met radius 22° of de onderzon met de twee onder-parhelia zich daarop kunnen vertonen. Gezien de helderheid van de door de zon beschenen sneeuwlaag is het aan te raden een Claudespiegel te gebruiken.
De ring van Bishop
Een moeilijker waar te nemen optisch fenomeen is de ring van Bishop die zich rondom de zon vertoont als een ietwat rossig uitziende brede wazige cirkel met een heldere lichtblauwe binnenkant. De ring van Bishop werd voor het eerst gerapporteerd door Rev. Sereno Edwards Bishop (1827-1909) die dit verschijnsel vanaf Honolulu waarnam na de uitbarsting van de Krakatau (vulkaan) in 1883. De door de zon beschenen asdeeltjes afkomstig van de Krakatau zweefden in de stratosfeer en zorgden wereldwijd voor opvallend roodkleurige schemeringsverschijnselen, de groene en blauwe zon, en een optisch fenomeen dat er ongeveer als een haloverschijnsel uitzag: de ring van Bishop.
Aangepaste waarnemingsmethode
Om het waarnemen van haloverschijnselen of de ring van Bishop m.b.v. de Claudespiegel zo efficiënt mogelijk te laten verlopen is het aan te raden ervoor te zorgen dat de zon steeds verborgen is achter, bijvoorbeeld, een lantaarnpaal of een fabrieksschouw. De heldere puntvormige zon overstraalt een aanzienlijk deel van de gespiegelde hemel, en veroorzaakt in de waarnemende ogen een storende lichtwaas, die andere optische verschijnselen, zoals het iriseren van altocumulus lenticularis, onzichtbaar maakt.